# 曲阳路
曲阳路是位於中華人民共和國上海市虹口區的一條南北走向道路，南起四平路，北與邯鄲路、汶水東路、中山北一路和逸仙路相交，全长2778米，始建於20世紀50年代，道路名稱來自於河北曲陽。20世紀80年代道路在南北都有所延伸，且市政部門將東體育會路北段劃為曲陽路的一部分。2021年1月8日，连接曲阳路和临平路的曲阳南路贯通。规划中的南北通道沿曲阳路地下走行。
1980年代建设的曲阳新村位于曲阳路中段，并在曲阳路玉田路口设置商场、菜场、医院等设施，居民日常生活需要穿越曲阳路，导致附近路段经常拥堵。